# Bacidia reagens
Bacidia reagens är en lavart som beskrevs av Malme. Bacidia reagens ingår i släktet Bacidia och familjen Ramalinaceae.   Inga underarter finns listade i Catalogue of Life.